# Dialectes apuliens
 (mai 2019).
Si vous disposez d'ouvrages ou d'articles de référence ou si vous connaissez des sites web de qualité traitant du thème abordé ici, merci de compléter l'article en donnant les références utiles à sa vérifiabilité et en les liant à la section « Notes et références ».

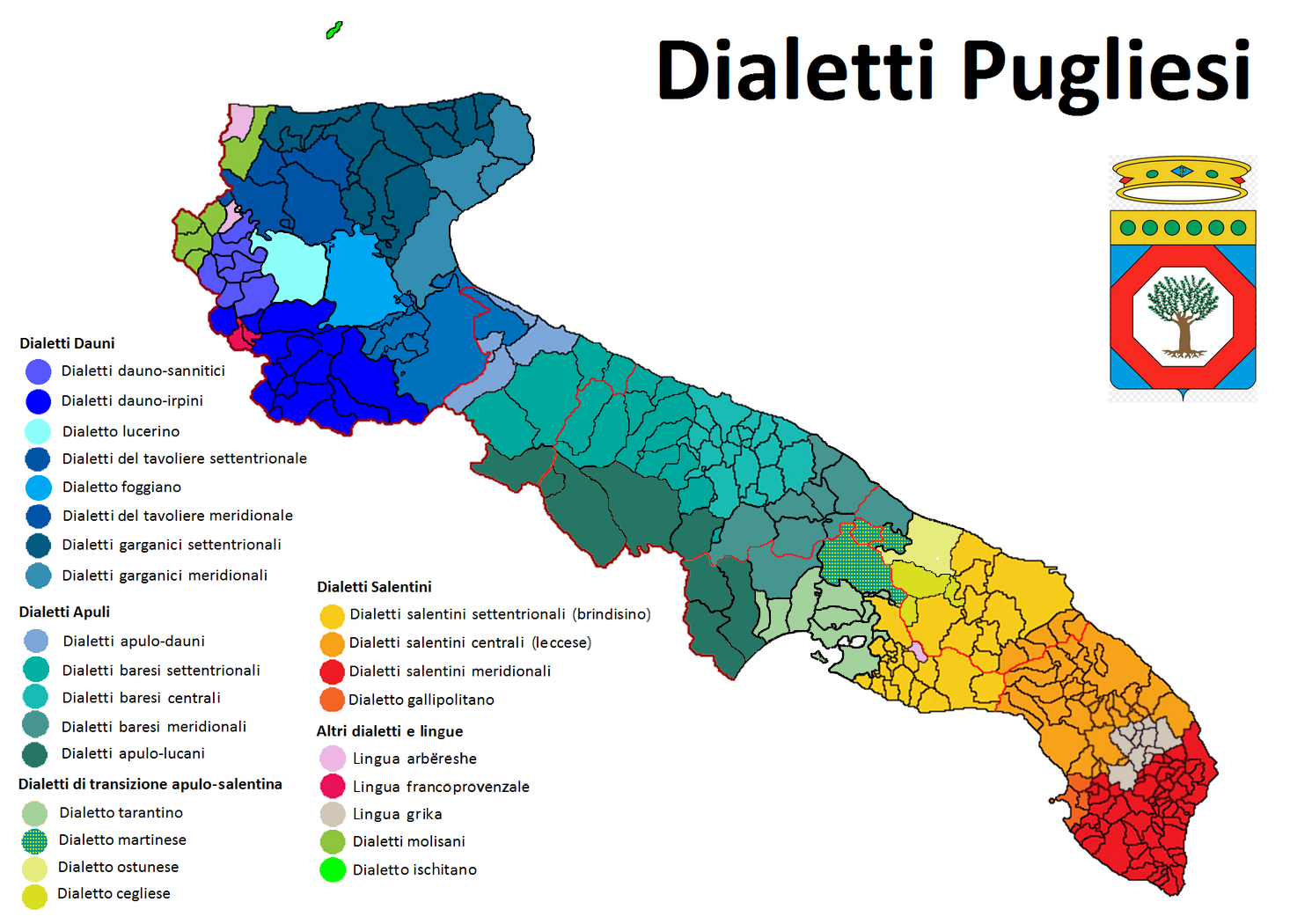
Dialectes apuliens des différentes communes des Pouilles

Les dialectes apuliens sont des dialectes italiens méridionaux parlés dans les Pouilles à la seule exception du Salento.
Ils comprennent trois variantes majeures : le foggiano, parlé dans la province de Foggia ; le barese, usité dans les provinces de Bari, de Brindisi et dans les pourtours orientaux de la Basilicate ; et enfin le tarentin, parlé dans la ville de Tarente et ses proches alentours.